# Penmarch
Penmarch (bret. Penmarc'h) – miejscowość i gmina we Francji, w regionie Bretania, w departamencie Finistère.
Według danych na rok 1990 gminę zamieszkiwały 6272 osoby, a gęstość zaludnienia wynosiła 383 osoby/km² (wśród 1269 gmin Bretanii Penmarch plasuje się na 58. miejscu pod względem liczby ludności, natomiast pod względem powierzchni na miejscu 613.).